# Jaume Sidera i Plana
Jaume Sidera i Plana (la Cellera de Ter, la Selva, 20 d'octubre de 1929 - Lleida, 3 de gener de 2024) va ser un religiós claretià, professor, traductor i biblista català.
Amb només 10 anys, ingressà al Seminari Menor Claretià, i estudià a Alagó i Barbastre. Va tenir la primera professió com a claretià a Vic el 1946 i la perpètua a Sabadell el 1950. Estudià Teologia a Valls entre el 1949 i el 1954 i fou ordenat prevere a Barcelona el juny del 1954. Durant els seus primers anys com a claretià, Sidera i Plana va ensenyar grec i llatí a Barbastre, va col·laborar amb la revista Palaestra Llatina i va publicar amb Pere Codina una gramàtica llatina, la Graècia de Roma del 1963. Exercí com a professor de llatí a Cervera entre el 1958 i el 1961, i posteriorment, va estudiar filologia clàssica a la Universitat de Barcelona (UB). També exercí com a formador a Solsona fins al 1968, passà per Montgat, Valldoreix i Llúria, i fou professor de grec al seminari menor de la Conreria.
Dedicà bona part de la seva vida de missioner a l'ensenyament i la difusió de les Sagrades Escriptures. El 1978 va publicar una versió catalana popular del Nou Testament, a partir dels textos originals i amb la col·laboració de Pere Franquesa Burdó i Ramon Caralt Roca, que ha merescut diverses edicions. Fou traductor d'altres textos contemporanis per a la col·lecció "Clàssics del Cristianisme", i formà part de l'equip que el 1993 va treure a llum la Bíblia interconfessional. És autor d'una biografia de tres volums del P. Josep Xifré i Mussach, tercer superior general de la congregació claretiana. I també va escriure una biografia d'Óscar Romero.
Durant 20 anys va impartir classes sobre l'Antic Testament a l'Institut Superior de Ciències Religioses de Lleida (IREL). Des de la seva arribada a Lleida s'incorporà a l'equip pastoral de la parròquia Sant Antoni M. Claret de Balàfia de Lleida, i des de l'any 2008 les seves homilies es publicaven a la web de la parròquia per posar-les a l'abast de tothom. Aquestes homilies, les corresponents a l'any litúrgic B, foren publicades per l'editorial Claret.